# Christo Bonev

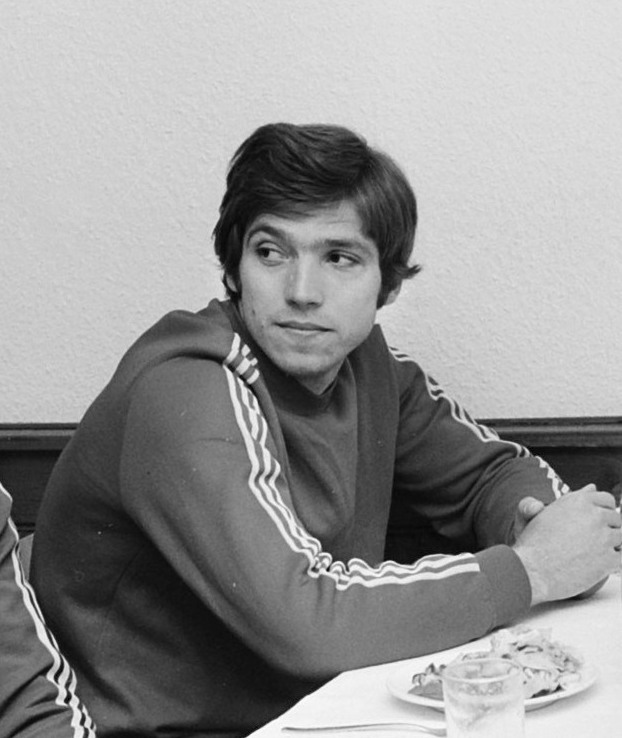
Christo Bonev roku 1974

Christo Atanasov Bonev, bulharsky Христо Aтанасов Бонев (* 3. únor 1947, Plovdiv) je bývalý bulharský fotbalista. Hrával na pozici útočníka.
V dresu bulharské reprezentace hrál na dvou světových šampionátech, mistrovství v Mexiku roku 1970 a mistrovství v Německu roku 1974. Celkem za národní tým odehrál 96 utkání (třetí nejvyšší počet v historii bulharské reprezentace) a vstřelil 48 gólů, což je rekord, který v bulharské reprezentaci drží spolu s Dimitarem Berbatovem.
Většinu své kariéry (1964–1967, 1968–1979, 1982–1984) strávil v Lokomotivu Plovdiv.
Třikrát byl zvolen bulharským fotbalistou roku (Футболист №1 на България) (1969, 1972, 1973). V anketě Zlatý míč, která hledala nejlepšího fotbalistu Evropy, bodoval čtyřikrát. Roku 1972 byl jedenáctý, roku 1973 dvanáctý, roku 1974 patnáctý a roku 1975 sedmnáctý.
Po skončení hráčské kariéry se stal trenérem. V letech 1996-1998 vedl bulharskou reprezentaci, a to i na světovém šampionátu ve Francii roku 1998.